# Діззі Гіллеспі

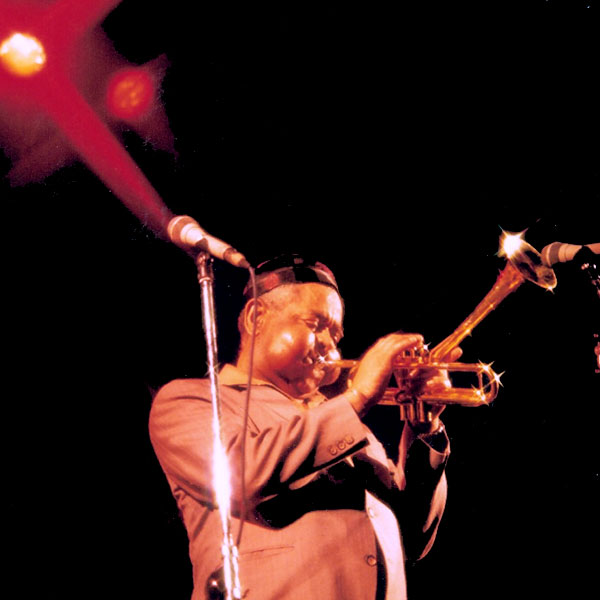
Ді́ззі Гілле́спі 1988

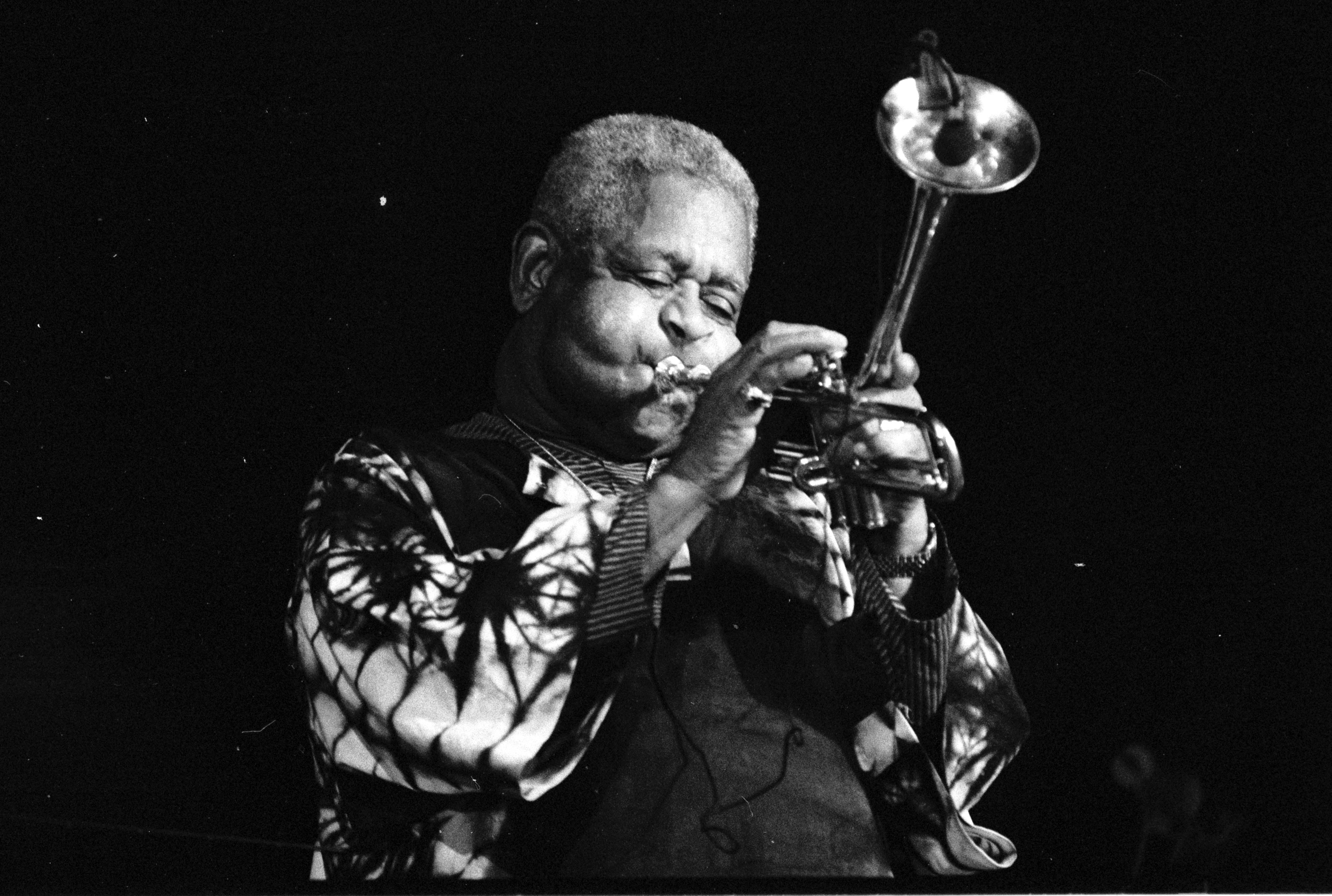
Ді́ззі Гілле́спі 1991

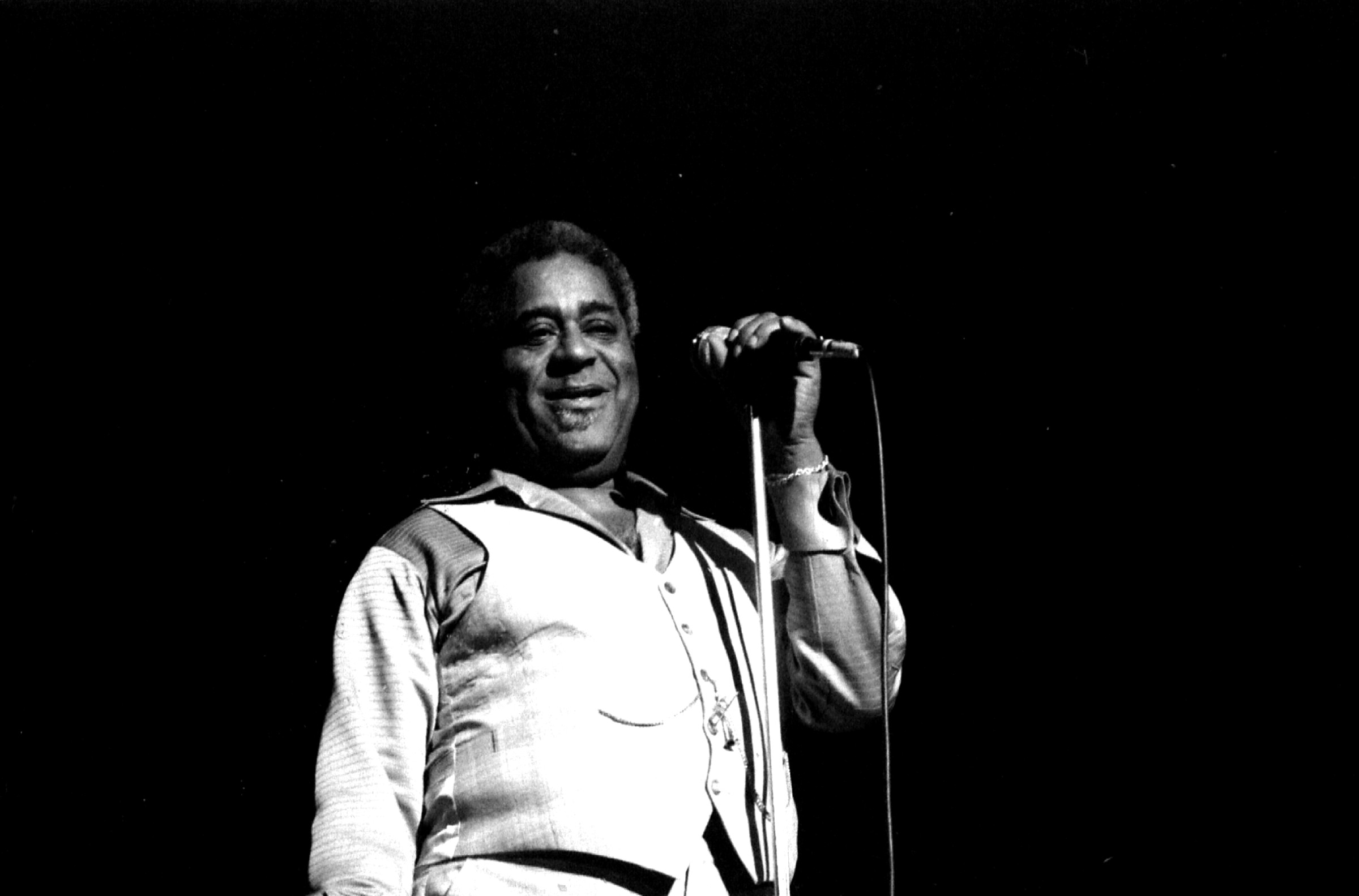
Діззі Ґіллеспі, 1978 рік

Ді́ззі Гілле́спі, справжнє ім'я Джон Біркс Гіллеспі (John Birks ‘Dizzy’ Gillespie, 21 жовтня 1917, Чіроу, шт. Південна Кароліна — 6 січня 1993, Інглвуд, шт. Нью-Джерсі) — американський джазовий трубач, співак, керівник ансамблів та оркестрів і композитор.

## Біографія
У дитинстві грав на багатьох інструментах, але у 12 років зупинив свій вибір на трубі. Вивчав теорію музики в Лорінбурзькому інституті (Північна Кароліна), у 1935 приїхав до Філадельфії, грав з різними бендами й через півтора року замінив в оркестрі Тедді Гілла свого кумира — Рея Елдріджа. 1938 року з'явився в Нью-Йорку, дуже швидко зарекомендував себе професійним виконавцем і написав перші аранжування для оркестрів Вуді Германа, Джиммі Дорсі й Ерла Гайнза. В 1939-41 грав у биг-бенді Кеба Келлауея, 1943 провів два місяці в оркестрі Дюка Еллінгтона, співпрацював також з Еллою Фіцджеральд, Бенні Картером, Коулменом Гокінсом, Чарлі Барнетом, Лакі Мілліндером. З 1942 регулярно приходив на джем-сесії в Minton's Playhouse, весь наступний рік грав з різними складами на 52-й вулиці, де його партнерами були Чарлі Крісчіен, Телоніус Монк, Кенні Кларк, Оскар Петтіфорд і насамперед — Чарлі Паркер. В 1944 разом з Паркером, з яким познайомився 1940 року в Канзас-Сіті, працював у бенді Біллі Екстайна (був також музичним керівником оркестру).
Разом зі своїми партнерами наполегливо затверджував новий стиль джазу — «бібоп», не пов'язаний з танцювальною музикою, який ґрунтувався на віртуозних імпровізаціях солістів і нерідко на досить складних (до того часу), кутастих темах. Багато з них були записані в 1945 році квінтетом Паркера-Гіллеспі (у багатьох випадках авторство приписується обом). Того ж року зібрав перший в історії джазу біг-бенд у стилі «бібоп». У композиціях й аранжуваннях наголошував не на звучанні інструментальних груп, а на грі імпровізаторів, таких, як Мілт Джексон, Рей Браун, Джеймс Муді, Сесіл Пейн, Джей-Джей Джонсон, Юсеф Латіф (пізніше приєдналися Джон Колтрейн, Джиммі Гіт, Пол Гонсалвес). До того ж Гіллеспі додав у ритм-групу декількох ударників (найвідомішим став Чано Позо), чим хотів підкреслити афро-американське коріння джазу. В 1946-48 оркестр кілька разів гастролював в Європі й 29 вересня 1947 виступив у Карнегі-холі з великою концертною програмою, в якій уперше пролунали «Токата для труби з оркестром» Джона Льюїса, «Good Bait» Теда Дамерона й сюїта Джорджа Рассела «Cubana Be, Cubana Bop».
Після 1950 Гіллеспі виступав з квінтетом, регулярно записував платівки (з 1951 у нього своя фірма грамзапису), в 1953 співпрацював з антрепризою Нормана Гренца «Jazz At The Philharmonic». Його партнерами найчастіше ставали Дон Байес, Ел Хейг, Лео Райт, Джуніор Манс, Лало Шифрин, Стен Леві, Ліс Спан й інші. У 1955-59 знову керував бендом, з яким їздив від імені Держдепартаменту на гастролі в Азію, Африку й на Близький Схід.
В 1962-68 зібрав новий оркестр — Reunion Big Band, а в 1981 — Dream Band. Паралельно не припиняв грати в малих бендах, виступав на багатьох фестивалях, тричі представляв джаз у Білому домі. В 70-і роки входив у різні зоряні склади, у наступному десятилітті виступав з ансамблем, в який входили трубачі Артуро Сандоваль і Клаудіо Родіті, саксофоніст Пакіто Д'ривера, ударник Аірто Морейра, вокалістка Флора Пурім. Співпрацював з молодими колегами, яких по праву вважав своїми учнями — із Джоном Феддісом, Артуро Сандовалем або Вінтоном Марсалісом. Найвідоміші композиції Гіллеспі — Night In Tunisia, Manteca, Con Alma, Bebop, Salt Peanuts, Dizzy Atmosphere, Groovin' High, Woody'n You, Blue N'Boogie.
Ще 1961 року журнал «Down Beat» залучив Гіллеспі до символічного «Пантеону слави». Наприкінці 70-х Гіллеспі став почесним доктором декількох університетів. За своїм значенням він уважається другою людиною в джазі після Луї Армстронга. Протягом багатьох десятиліть він був неперевершений як джазовий віртуоз і зумів вплинути на багатьох музикантів наступних поколінь (не тільки трубачів). Гіллеспі вдалося завоювати визнання широких мас як шоумена, він був одним з майстрів скета, тобто вокально-складового співу (сам термін «бібоп» уважається його вигадкою і є похідним від скета), законодавцем нової сценічної моди (екстравагантні костюми й головні убори прийшли на зміну фракам, типовим для епохи свінгу). Він був дотепним конферансьє й часто шокував громадськість своїми витівками. В 1953 році його трубу випадково пом'яли, і в нього виникла ідея виготовити спеціальний інструмент, після чого розтруб його труби завжди був спрямований угору під кутом 45°. В 1969 Гіллеспі оголосив себе незалежним кандидатом на виборах президента США.

## Записи
1. Shaw Nuff (1945—1946)
2. One Bass Hit (1946)
3. Dizzy Gillespie. Vol.1-2 (1952)
4. Dizzy Gillespie In Paris (1953)

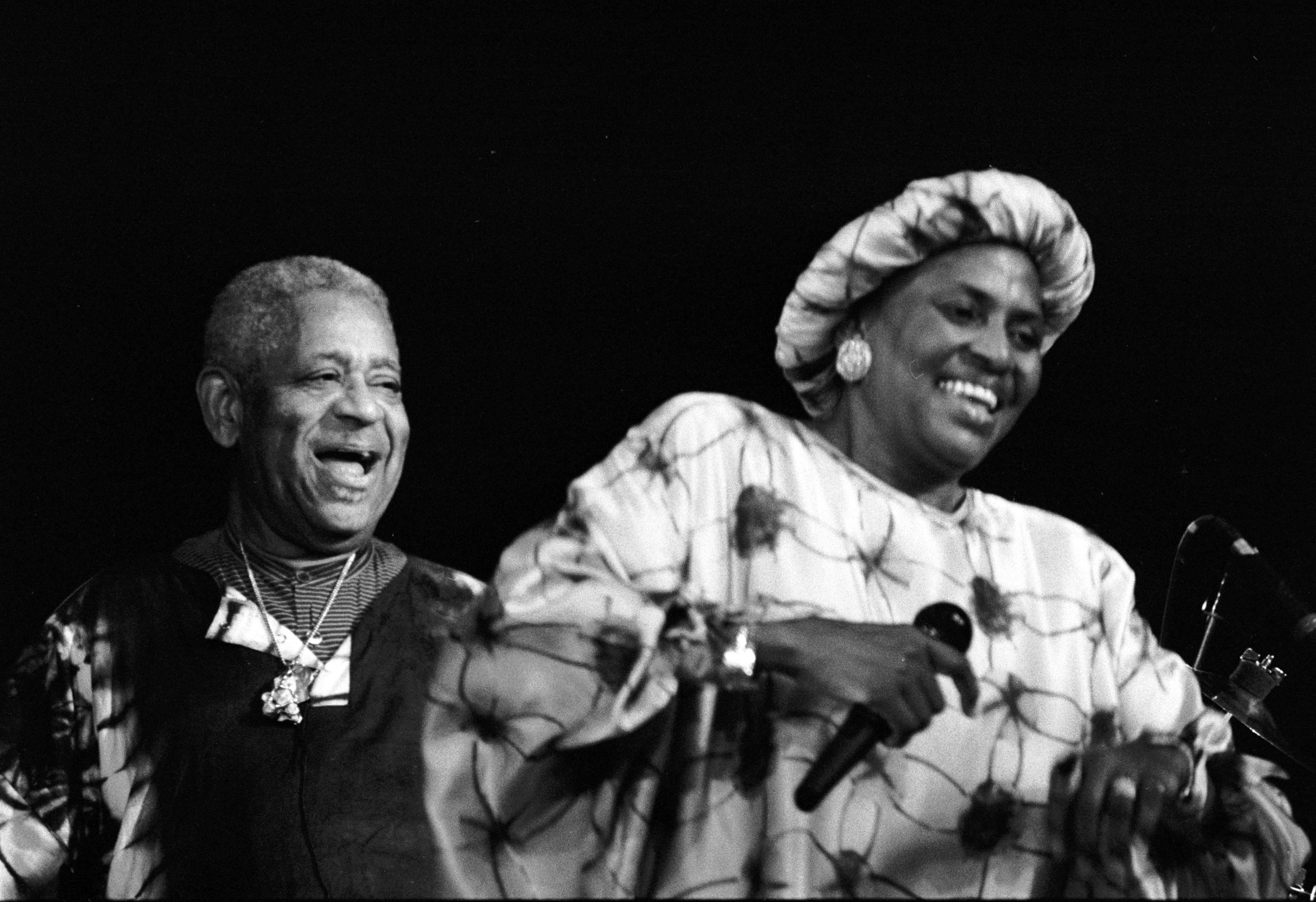
Діззі Гіллеспі і Міріам Макеба під час спільного концерту в 1991 році.

5. The Dizzy Gillespie-Stan Getz Sextet. Vol.1-2 (1954)
6. Roy And Diz. Vol.1-2 (1955)
7. Groovin’ High (1955)
8. Dizzy At Home And Abroad (1957)
9. Dizzy Gillespie At Newport (1958)
10. Dizzy Gillespie And Count Basie At Newport (1958)
11. Diz ‘N’ Bird In Concert (1959)
12. Have Trumpet, Will Excite (1959)
13. Gillespiana: The Carnegie Hall Concert (1960)
14. Trumpet Giants (1962, с Майлзом Дэвисом и Фэтсом Наварро)
15. Dizzy Gillespie And The Double Six Of Paris (1964)
16. A Night In Tunisia (1966)
17. Reunion Big Band (1968)
18. Dizzy Gillespie's Big Four (1974)
19. Afro-Cuban Jazz Mood (1975)
20. New Faces (1984)
21. Dizzy's Diamonds: The Best Of The Verve Years. 1950-64 (1993)
22. «Оскар Пітерсон і Діззі Гіллеспі» (1978)
23. «Діззі Гіллеспі» (1988)
24. «Вокалісти бібопа» (1991)